# Elecciones generales de Nicaragua de 2016
Las elecciones generales de Nicaragua de 2016 se llevaron a cabo el domingo 6 de noviembre de 2016. Un total de 3.7 millones de nicaragüenses saldrían a las urnas a votar para elegir a Presidente y Vicepresidente de Nicaragua, a 90 Diputados nacionales y 20 del Parlamento Centroamericano. Fue reelecto el actual Presidente, José Daniel Ortega Saavedra, con su esposa Rosario María Murillo Zambrana, como compañera de fórmula, ambos candidatos del Frente Sandinista de Liberación Nacional (FSLN).
El presidente puede ser elegido mediante mayoría absoluta o relativa al menos el 45% de los votos válidos, con excepción en el caso de obtener un mínimo de 35% de los votos válidos superen a los candidatos que obtuvieron el segundo lugar por una diferencia mínima de 5 puntos porcentuales. Si ninguno de los candidatos obtiene los anteriores resultados se realizará una segunda ronda electoral entre los dos primeros candidatos con mayor votación.
Según los resultados oficiales, Daniel Ortega fue reelegido con más del 70% de votos.

## Antecedentes

### Gobierno de Ortega
Daniel Ortega llegó al poder por primera vez en 1979, tras realizar con éxito una revuelta armada contra el dictador Anastasio Somoza Debayle. En 1984 fue elegido democráticamente para ejercer la presidencia. En 1990, fue derrotado por Violeta Chamorro, de la Unión Nacional Opositora, que abrió las puertas a tres gobiernos de carácter conservador, durante los cuales gran parte de la población se vio empobrecida y la criminalidad aumentó drásticamente. En las elecciones de 2006, en el marco de la marea rosa, Ortega obtuvo un inesperado triunfo electoral, accediendo a la presidencia. Durante su mandato, Ortega introdujo diversas reformas destinadas a mejorar la educación, el crédito, y la seguridad social.
Sin embargo, las irregularidades electorales también fueron una característica del gobierno sandinista. En 2008, el Tribunal Supremo impidió que el Partido Conservador y el Movimiento de Renovación Sandinista participaran en las elecciones municipales. En noviembre de ese mismo año, el Consejo Supremo Electoral recibió críticas nacionales e internacionales por irregularidades en las elecciones municipales, pero acordó revisar los resultados sólo en Managua, mientras que la oposición exigió una revisión nacional. En 2011, Ortega logró la reelección con una victoria aplastante. En 2014, la Asamblea Nacional dominada por el sandinismo abolió el límite de mandatos, permitiéndole al Presidente la reelección indefinida.

### Expulsión de dieciséis diputados opositores
Cuatro meses antes de las elecciones, la Corte Suprema de Justicia de Nicaragua retiró de su cargo al disputado líder del Partido Liberal Independiente (PLI) Eduardo Montealegre, decretando que Pedro Reyes era el verdadero líder del PLI. Dieciséis diputados del PLI y el Movimiento de Renovación Sandinista rechazaron esta medida como antidemocrática, y la Corte Suprema ordenó la destitución de todos ellos, facultando a Reyes para escoger a sus sucesores.

### Rechazo a la observación
En junio de 2016, Ortega anunció que no se permitiría la observación internacional para supervisar las elecciones, declarando que "se acabó la observación". El Centro Carter calificó esta medida como "un ataque hacia la comunidad internacional, y una violación a la propia ley electoral de Nicaragua", pues dicha ley exige la presencia de observadores internacionales en los comicios. Sin embargo, menos de dos semanas antes de las elecciones, la Organización de los Estados Americanos (OEA) aceptó una invitación para enviar una delegación "a reunirse con expertos y organismos estatales involucrados en el proceso electoral" del 5 al 7 de noviembre.

## Resultados

### Elección presidencial
| Candidato                                                            | Partido                                  | Votos     | %     |
| -------------------------------------------------------------------- | ---------------------------------------- | --------- | ----- |
| Daniel Ortega                                                        | Frente Sandinista de Liberación Nacional | 1,806,651 | 72.44 |
| Maximino Rodríguez                                                   | Partido Liberal Constitucionalista       | 374,898   | 15.03 |
| José Alvarado                                                        | Partido Liberal Independiente            | 112,562   | 4.51  |
| Saturnino Cerrato                                                    | Alianza Liberal Nicaragüense             | 107,392   | 4.31  |
| Erick Cabezas                                                        | Partido Conservador                      | 57,437    | 2.30  |
| Carlos Canales                                                       | Alianza por la República                 | 35,002    | 1.40  |
| Total                                                                | Total                                    | 2,493,942 | 100   |
| Fuente: CSE Archivado el 14 de noviembre de 2016 en Wayback Machine. |                                          |           |       |

### Elección legislativa
| Partido                                                                             | Nacional  | Nacional | Nacional | Circunscripción | Circunscripción | Circunscripción | Total escaños | +/– |
| Partido                                                                             | Votos     | %        | Escaños  | Votos           | %               | Escaños         | Total escaños | +/– |
| ----------------------------------------------------------------------------------- | --------- | -------- | -------- | --------------- | --------------- | --------------- | ------------- | --- |
| Frente Sandinista de Liberación Nacional                                            | 1,590,316 | 65.86    | 14       | 1,608,395       | 66.46           | 56              | 70            | +7  |
| Partido Liberal Constitucionalista                                                  | 369,342   | 15.30    | 3        | 375,432         | 15.51           | 10              | 13            | +11 |
| Partido Liberal Independiente                                                       | 162,043   | 6.71     | 1        | 117,626         | 4.86            | 1               | 2             | –25 |
| Alianza Liberal Nicaragüense                                                        | 137,541   | 5.70     | 1        | 137,078         | 5.66            | 1               | 2             | +2  |
| Partido Conservador                                                                 | 106,027   | 4.39     | 1        | 110,568         | 4.57            | 0               | 1             | +1  |
| Alianza por la República                                                            | 49,329    | 2.04     | 0        | 70,939          | 2.93            | 1               | 1             | +1  |
| YATAMA                                                                              | –         | –        | –        | 30,901          | 1.28            | 1               | 1             | –1  |
| Miembros especiales                                                                 | –         | –        | –        | –               | –               | –               | 2             | 0   |
| Total                                                                               | 2,414,598 | 100      | 20       | 2,450,939       | 100             | 70              | 92            | 0   |
| Fuente: CSE Archivado el 16 de noviembre de 2016 en Wayback Machine.. El 19 Digital |           |          |          |                 |                 |                 |               |     |